# Une sibylle (Juana Pacheco ?)
Une sibylle (Juana Pacheco ?) est une huile sur toile peinte par Diego Vélasquez vers 1630-1631. Il est possible qu'elle représente Juana Pacheco, l'épouse du peintre, et fille de son maître Francisco Pacheco.

## Historique
La toile est unanimement datée de 1630-1632 et provient des collections royales de l'Alcazar de Madrid d'où elle intégra le musée du Prado à sa création en 1819.
Les avis sont en revanche plus variés sur le sujet qui est peint. En 1746, après avoir été acheté par Isabelle de Farnèse, elle est décrite comme « femme de Vélasquez » - Juana Pacheco. Mayer et Lopez-Rey (en 1936 et 1979 respectivement) refusent cette interprétation qui leur paraît non fondée, et affirment que la toile représente une sibylle. Jonathan Brown suit cette hypothèse, ajoutant que la posture de la femme et sa tablette sont propres à cette iconographie.
Gué Trapier affirme en revanche que la jeune femme tient une toile et non une tablette, alors que sa main droite pourrait tenir des pinceaux, le tout formant une allégorie de la peinture.